# Erich Warnheim
Erich Warnheim (Wahrenheim), född omkring 1675 möjligen i Göteborg, död 5 januari 1758 i Köpenhamn, var en svensk bildhuggare och förgyllare.

## Biografi
Warnheim var gift första gången med Karen Aagesdatter och andra gången med Anna Sophie Gundelach samt slutligen från 1736 med Catharina Susanne Koch. Warnheim blev borgare i Köpenhamn 1713 och var där från 1706 verksam som bildhuggare och förgyllare med en omfattande produktion. Han samarbetade med flera av dåtidens danska bilhuggare med ornament- och figursmyckade inredningsarbeten och dekorativa skulpturer som han oftast förgyllde och lackerade själv. Han finns omnämnd bland de konstnärer som arbetade på Rosenborg 1713 och i kungens kabinett på Christiansborg i Köpenhamn 1751, Hørsholm 1733. Bland hans större arbeten märks fyra negerstatyer som placerades framför bron till Köpenhamns slott 1729 samt bänkar till Vor Frue Kirke i Köpenhamn efter branden 1728 samt sängar, bord, vagnskarosser och tavelramar för den danska adeln.